# Jens Mattsson
Jens Gunnar Mattsson, född 14 januari 1964, är en svensk forskare och ämbetsman. Han är sedan den 12 augusti 2019 generaldirektör för Totalförsvarets forskningsinstitut. Innan dess var han generaldirektör vid Statens veterinärmedicinska anstalt. Han är också sedan 2019 Sveriges representant i NATO:s Science and Technology board (STB) samt i Europeiska försvarsbyråns (EDA) research and technology board. 
Mattsson är utbildad vid Uppsala universitet med en högskoleexamen i kemi 1988 och en masterexamen i bioteknik 1989. Han disputerade 1993 vid Sveriges Lantbruksuniversitet på en doktorsavhandling i mikrobiologi med avhandlingen Stable RNA Sequences as a Tool for DNA Probes and Phylogenetic Studies. Han har varit docent i molekylär parasitologi vid Sveriges Lantbruksuniversitet där han också varit biträdande prefekt. År 1996-1997 var han postdoktor vid Universitetet i Heidelberg, samt har under några år regelbundet föreläst vid Edinburghs Universitet. 
Mattsson var mellan 1997 och 2009 verksam vid Statens veterinärmedicinska anstalt, först som sektionschef och forskare, därefter som avdelningschef 2004–2009. Under 2007 var han myndighetens forskningskoordinator. Han anställdes 2010 som avdelningschef vid Karolinska Institutet där han bland annat var chef för forskningsprojektet Lifegene. Den 14 juni 2012 utnämndes Mattsson till generaldirektör för Statens veterinärmedicinska anstalt. Han var åren 2014–2016 ledamot av Statens jordbruksverks insynsråd. Mattsson invaldes 2018 som ledamot vid Kungliga Skogs- och Lantbruksakademien och han har också varit medlem i akademiens utskott för forskningsfrågor. Han valdes 2024 in som ledamot i Kungliga Krigsvetenskapsakademien. Mattsson är sedan 2017 extern ledamot av fakultetsnämnden vid Teknisk-naturvetenskapliga fakulteten vid Uppsala Universitet.  Han är sedan 2009 Fellow of the Linnean Society of London (FLS). 